# Naučná stezka Siardův pramen
Naučná stezka Siardův pramen je pojmenování naučné stezky ve Slavkovském lese, v CHKO Slavkovský les. Stezka se nachází u Mnichova v okrese Cheb v Karlovarském kraji a zpřístupňuje přírodní a kulturní dědictví oblasti, proslulé především množstvím minerálních pramenů. Naučná stezka byla vybudována za podpory Karlovarského kraje v roce 2007. Na společném projektu se podílela Místní akční skupina Kraj živých vod spolu se Svazkem obcí Slavkovského lesa pro obnovu venkova, Obcí Mnichov a místními neziskovými organizacemi i podnikatelskými subjekty. V seznamu tras KČT má číslo 9292.

## Popis
Okružní stezka o délce přibližně 4,5 km je vedena nenáročným terénem s malým převýšením. Začátek a konec stezky je naproti kostelu sv. Petra a Pavla v Mnichově. Na začátku trasy se jde trasa stezky po zpevnělé polní cestě až k tzv. Panské cestě. Vpravo od trasy stojí uprostřed pastviny obnovený mučednický kříž. Na konci pastvin opouští stezka polní cestu a odbočuje do borového lesa. Trasa stezky pokračuje po úzké lesní pěšině, je dobře a kvalitně značena místní turistickou zelenou značkou. Po přibližně 1 km lesem pokračuje k Siardově kapli, pod kterou v nivě Mnichovského potoka vyvěrá Siardův pramen. Odtud pokračuje k rozcestí u Mnichovských mlýnů, dále po zpevněné polní cestě až k  silnici II/210, která spojuje Prameny s Mnichovem. Po zhruba 700 m po silnici končí stezka opět u kostela v Mnichově.

## Informační panely

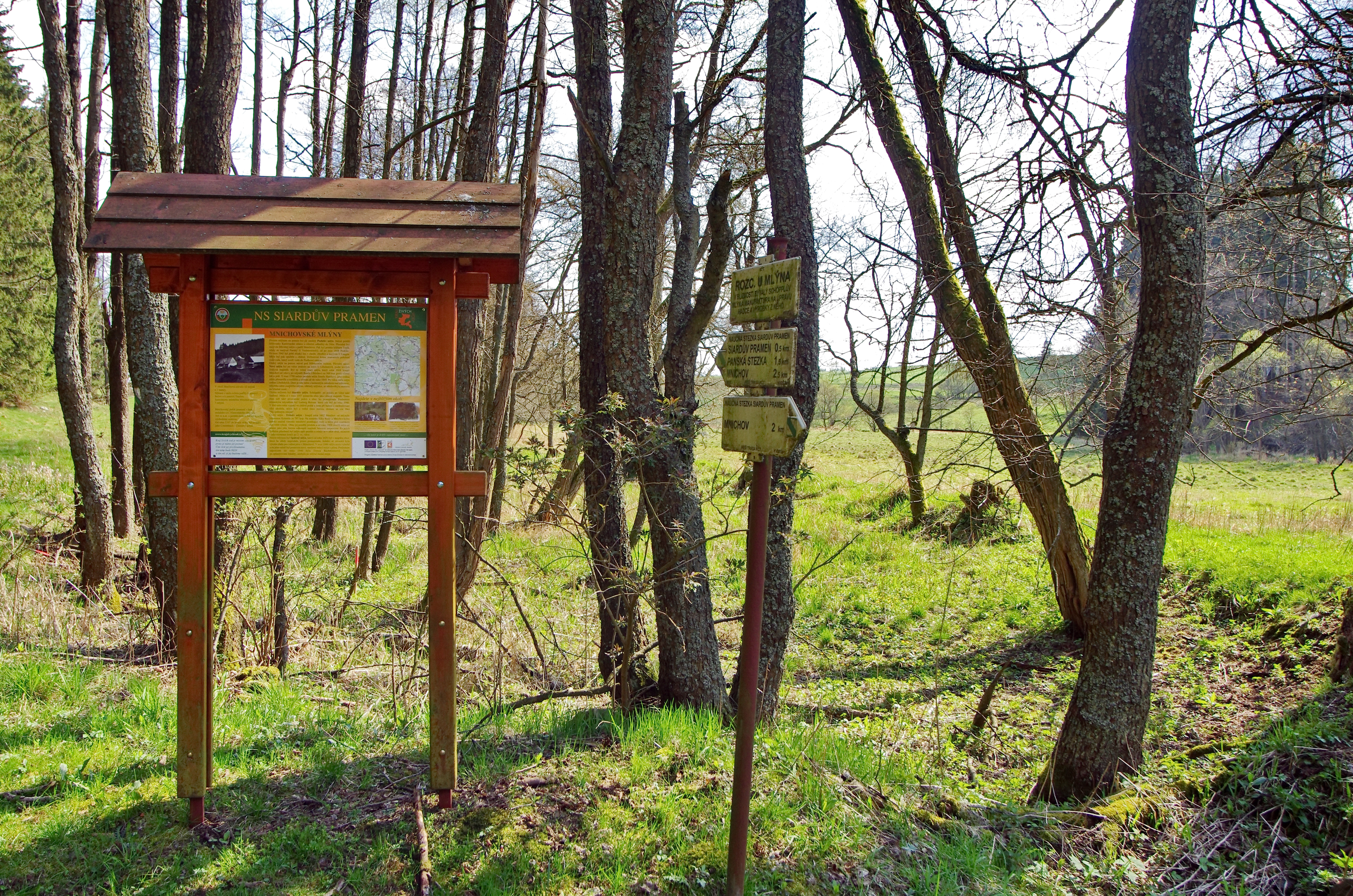
Infopanel Mnichovské mlýny

Na trase naučné stezky je šest informačních tabulí.
- Panská cesta – informuje o historické cestě z 15. století, která kdysi spojovala Mnichov se Sítinami. Na Panské cestě se nachází betonový most přes Mnichovský potok, který však nemá příjezdovou cestu. Naplánované spojení mezi Mnichovem a Sítinami se totiž neuskutečnilo a tak most dožívá bez plánované cesty. Nacházejí se zde informace o hornictví v okolí Mnichova od 14. století, kdy se zde dobývala cínová ruda, až po období těžby hadce (serpentinitu), kdy jako prvního napadlo v roce 1782 tepelského opata těžit zdejší serpentinit a zpracovávat jej na dekorační předměty. Jeho nápad využili mnichovští občané a postavili u Mnichovského potoka první brusírnu. Vyráběly se zde různé nádoby, džbány, vázy a náhrobní kameny. V roce 1835 navštívil brusírnu rakouský císař Ferdinand I. Dobrotivý s císařovnou. V Mariánských Lázních byla otevřena výstava a prodejna s výrobky ze serpentinitu. I přes počáteční úspěchy byla výroba po dvaceti letech zrušena. V roce 1882 si pronajali lom na úpatí Planého vrchu občané Laubisch a Scharf z Prahy. Protože budova brusírny byla již rozpadlá, postavili v roce 1882 novou brusírnu na opačném břehu potoka. Netrvalo však dlouho a roku 1905 byla výroba ukončena.[2] V kostele sv. Petra a Pavla v Mnichově se nachází křtitelnice, vyrobená z místního serpentinitu.[3][2]
- Siardova kaple – informují o historii i legendách kaple sv. Siarda, později kostelík sv. Jana Křtitele. Siardova kaple s poustevnou byla postavena údajně v době založení tepelského kláštera (rok 1193) a měl ji vystavět jistý saský hrabě. Legenda vypravuje, že nechal kapli postavit poté, co se ztratil ve zdejších lesích a byl jako zázrakem zachráněn. Nejstarším známým majitelem kaple byl Bohuslav Tullinger, leník kláštera v Teplé, který byl jejím vlastníkem před r. 1360, který se později (1397) stal rychtářem Mnichova. Dalším známým majitelem byl Kašpar Neuburg z Mnichova. Roku 1437 zasáhla Mnichov morová vlna, která městečko téměř vylidnila. Přeživší obyvatelé se rozhodli osadu přestěhovat na jiné místo, na návrší nad Siardovo kaplí. V období reformace byla kaple pobořena, avšak roku 1615 obnovena opatem tepelského kláštera. Během třicetileté války byla znovu pobořena. Opětovně ji nechal roku 1664 postavit tepelský opat Raimund I. Wilfert. To se již hovoří o malém kostelu, který byl zasvěcen sv. Janu Křtiteli. Pro místní obyvatele ovšem dál zůstal Siardovou kaplí. V roce 1782 byl kostel z nařízení císaře Josefa II. zrušen a postupně rozebrán na stavební kámen. Podle pověsti je v blízkosti kaple hrob legendárního poustevníka Siarda.[4][5]
- Siardův pramen – pár kroků od ruin kostelíka se nachází Siardův pramen, který je zmiňován od roku 1664. Místní jej nazývali Svatá studna nebo je také jako Siardův pramen, jehož voda má podle pověsti léčivou moc. Největší období slávy prožíval při velkých poutích v 17. století. Je však pravděpodobné, že byl pramen znám a využíván i dříve v době původního osídlení kolem kaple a poustevny. V poslední době byl celý pramen upraven a je zde klidné a příjemné místo Slavkovského lesa.[4][5]
- Mnichovské mlýny – informační panel seznamuje s historií mlýnů na zdejších potocích.[2]
- Soudní právo – informuje o soudním právu v Mnichově, které zde bylo od roku 1397 a které bylo od roku 1620 rozšířeno i na hrdelní právo. Šibenice byla v roce 1790 zrušena. Nejzachovalejší památkou na soudní právo je mnichovský pranýř u vchodu do radnice.[2]
- Mnichovské kříže – informace o různých křížích v Mnichově i okolí, smírčích křížích, mučednickém kříži a kříži padlých vojáků z 18. století.[2]

## Zajímavosti vokolí
- Přírodní rezervace Planý vrch
- Přírodní rezervace Vlček
- Národní přírodní rezervace Pluhův bor
- Přírodní rezervace Mokřady pod Vlčkem
- Přírodní rezervace Údolí Teplé
- Naučná stezka Mnichovské hadce

## Fotogalerie

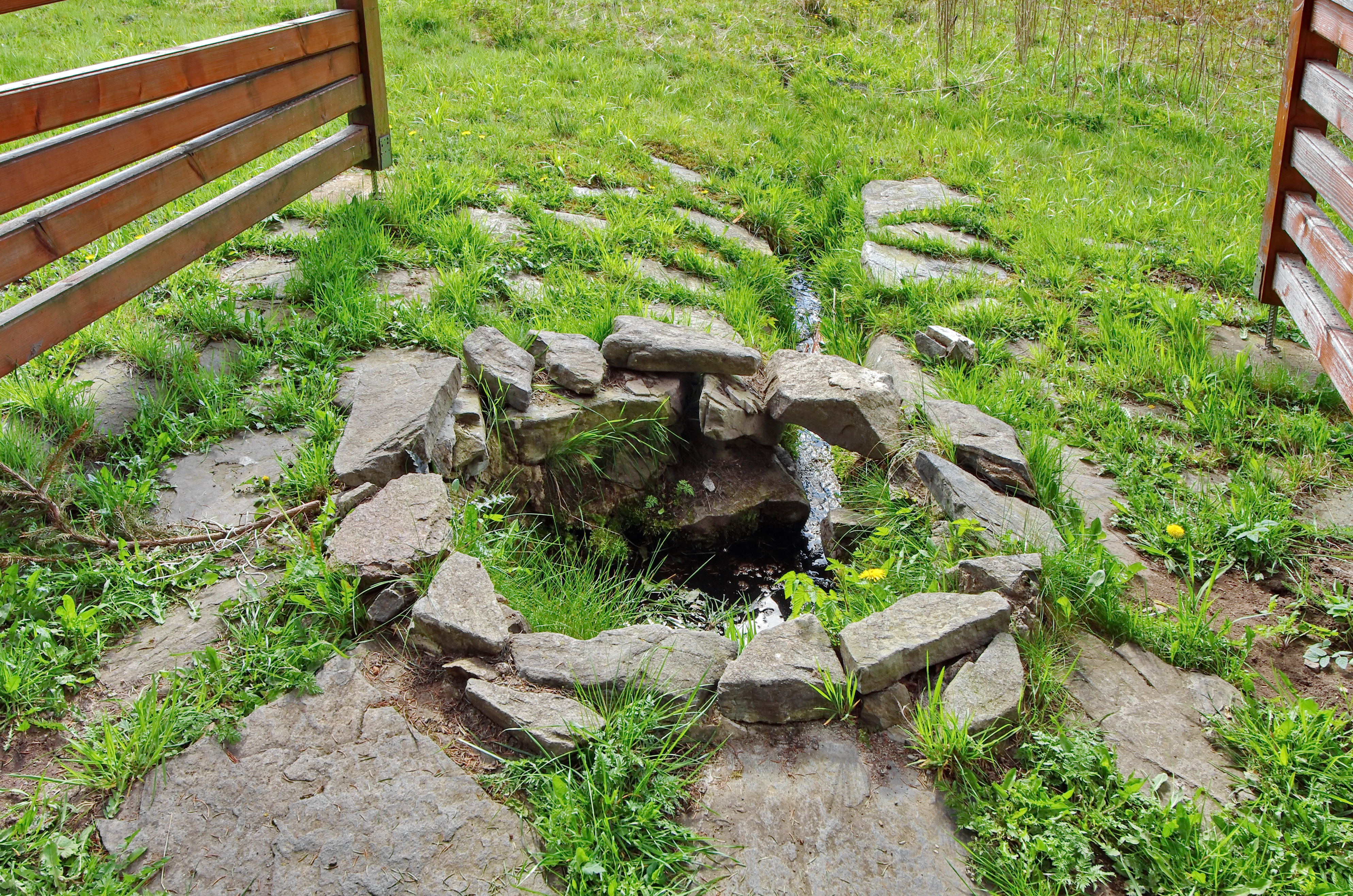
Siardův pramen
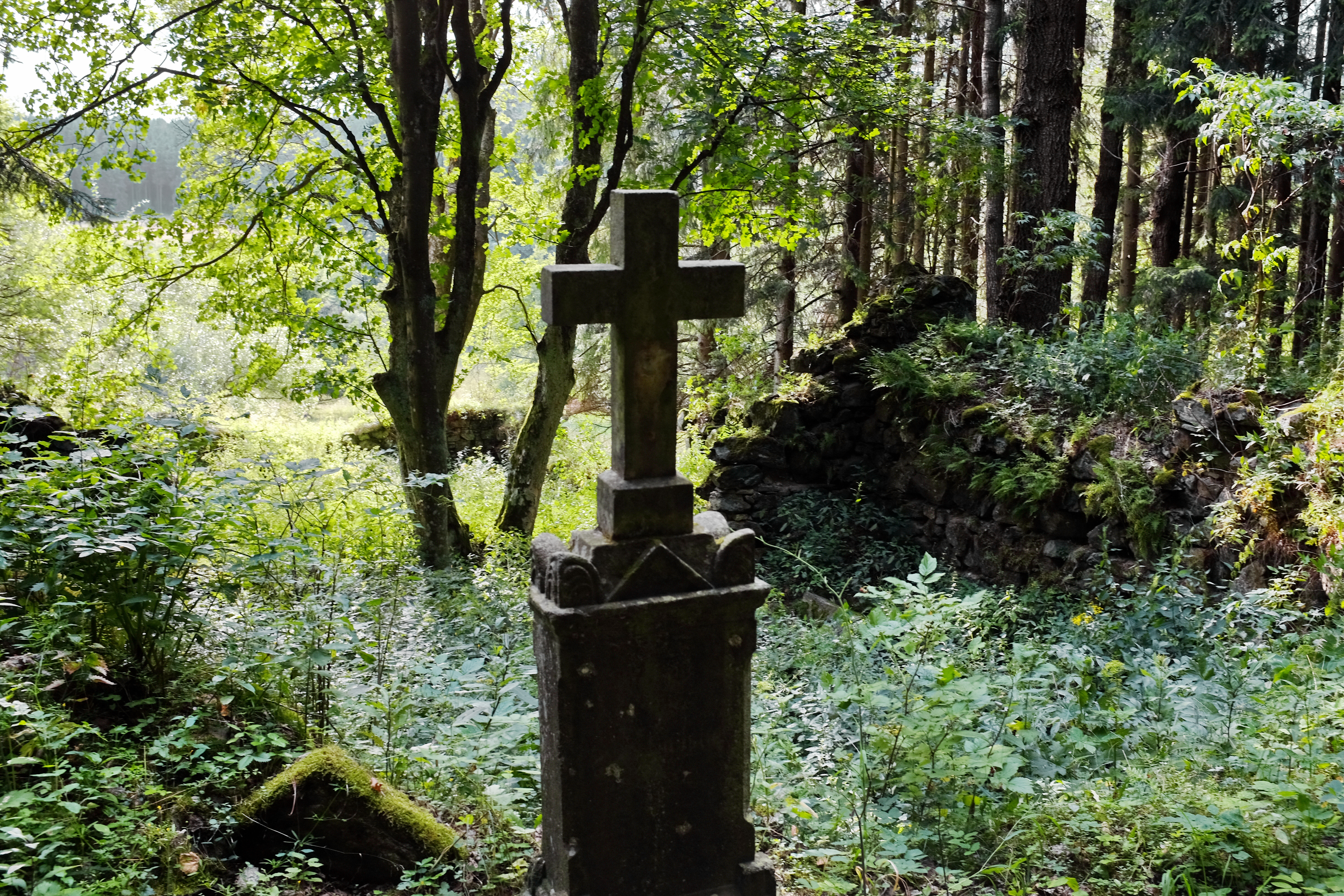
Ruina Siardovy kaple
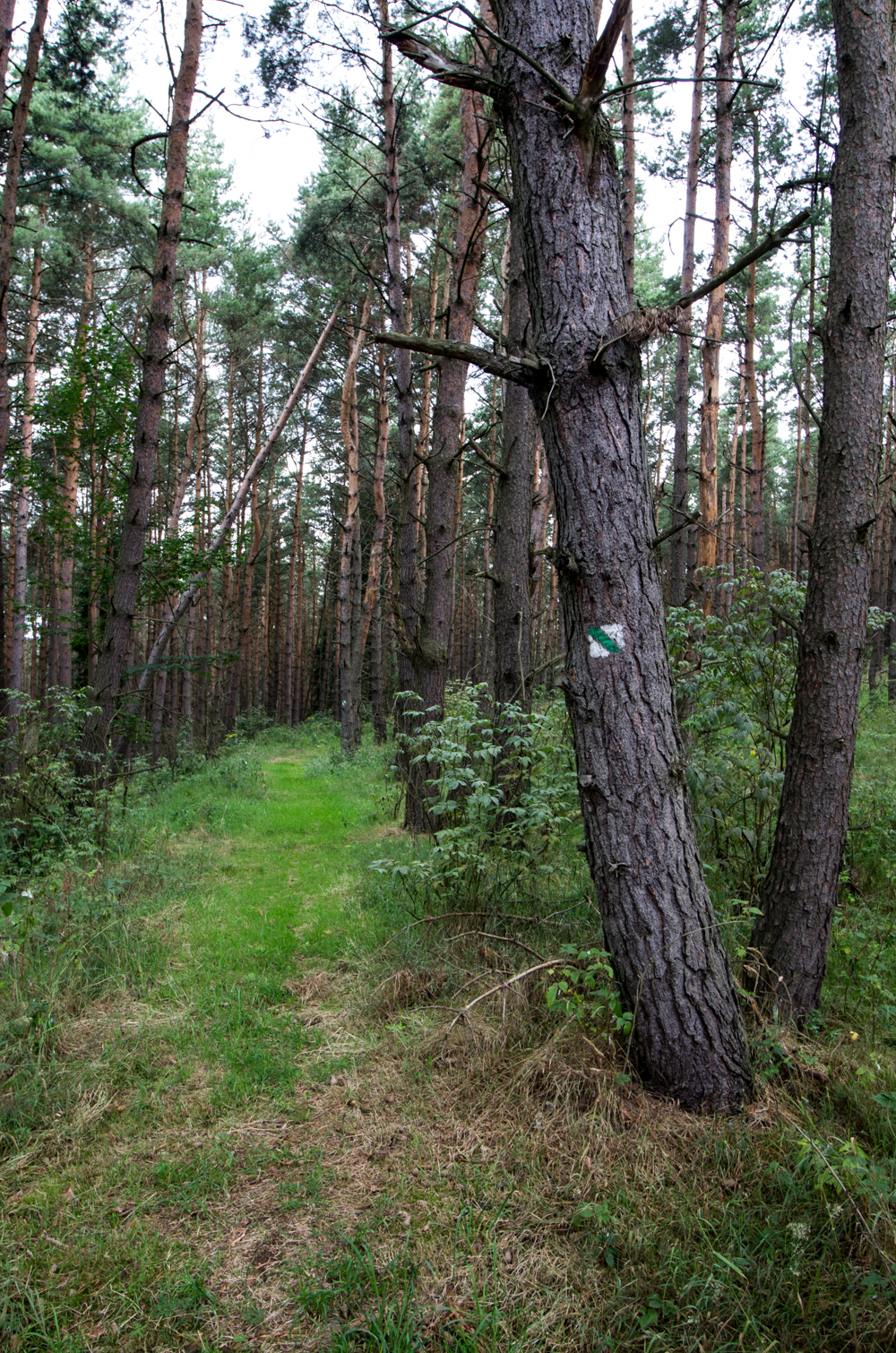
Cesta lesem
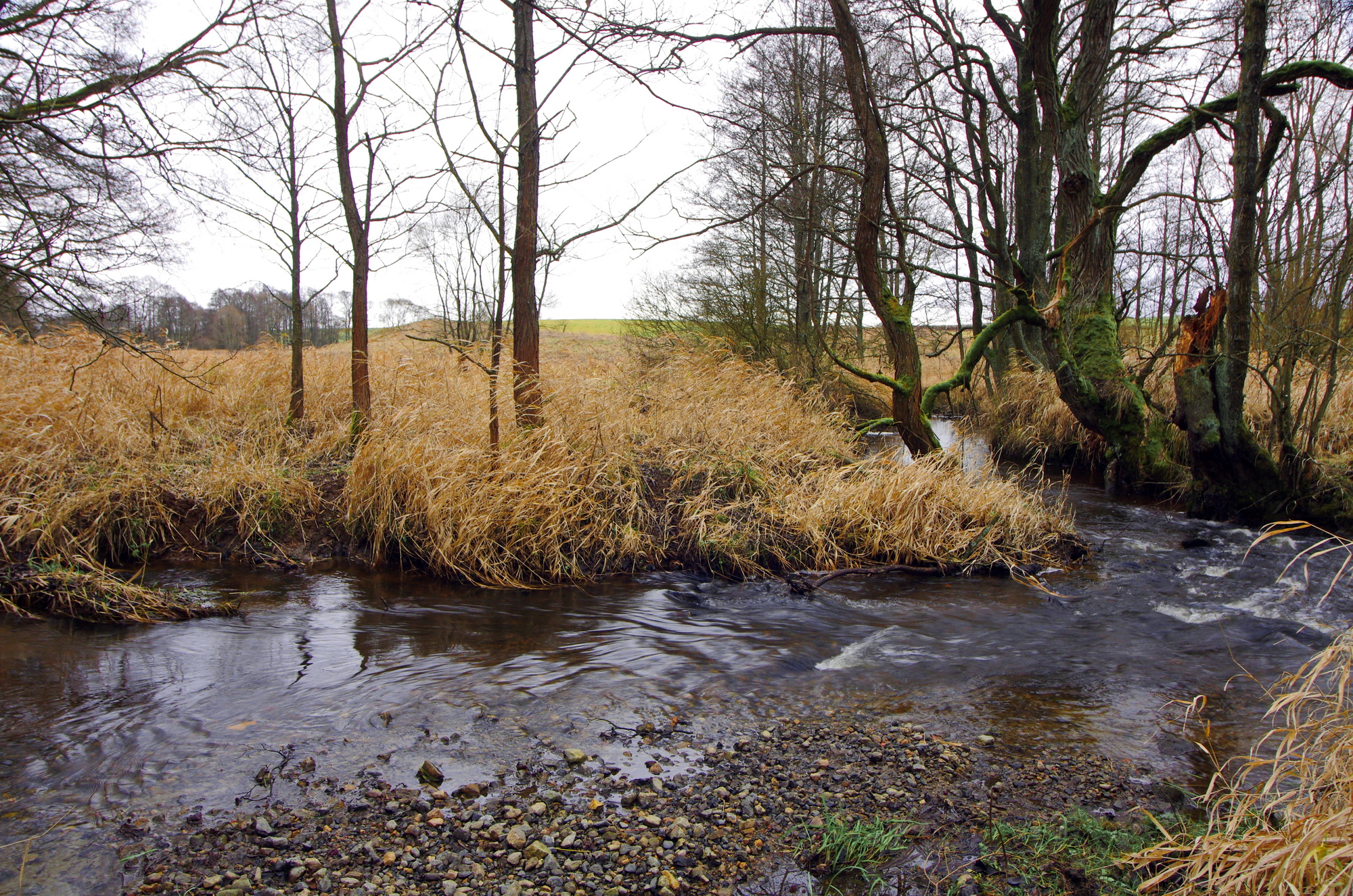
Mnichovský potok
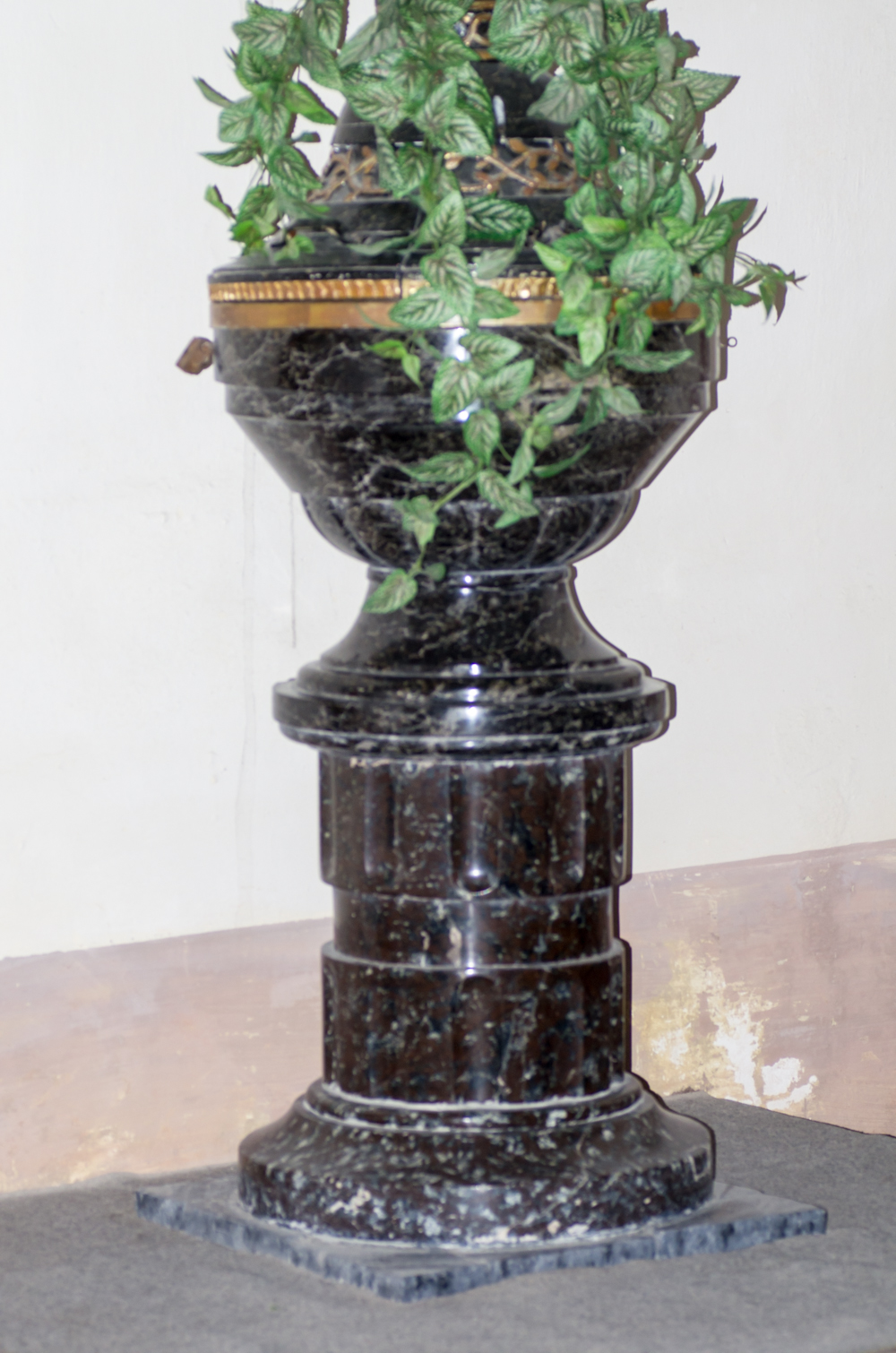
Křtitelnice z hadce kostel sv. Petra a Pavla
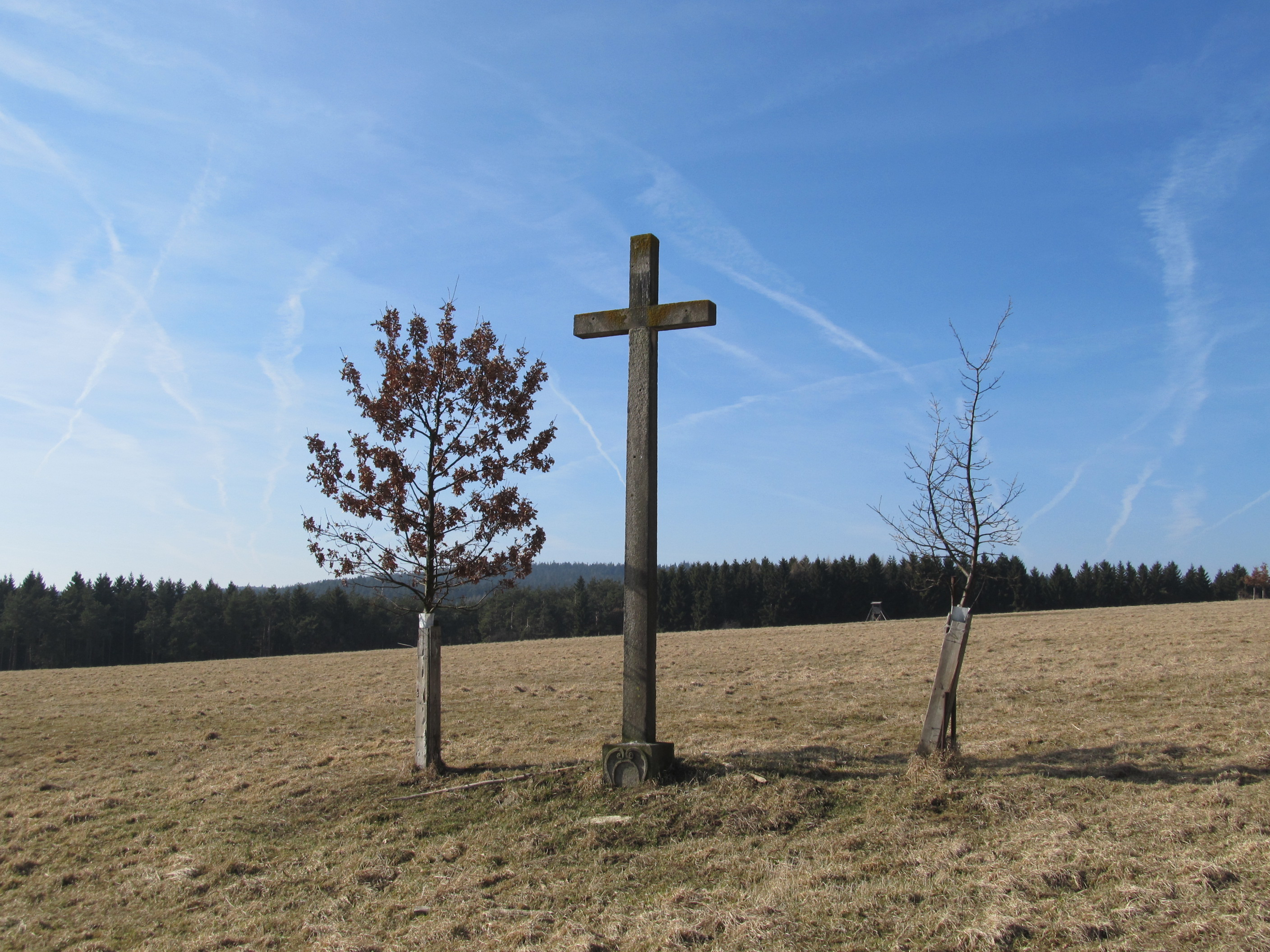
Mučednický kříž z roku 1702
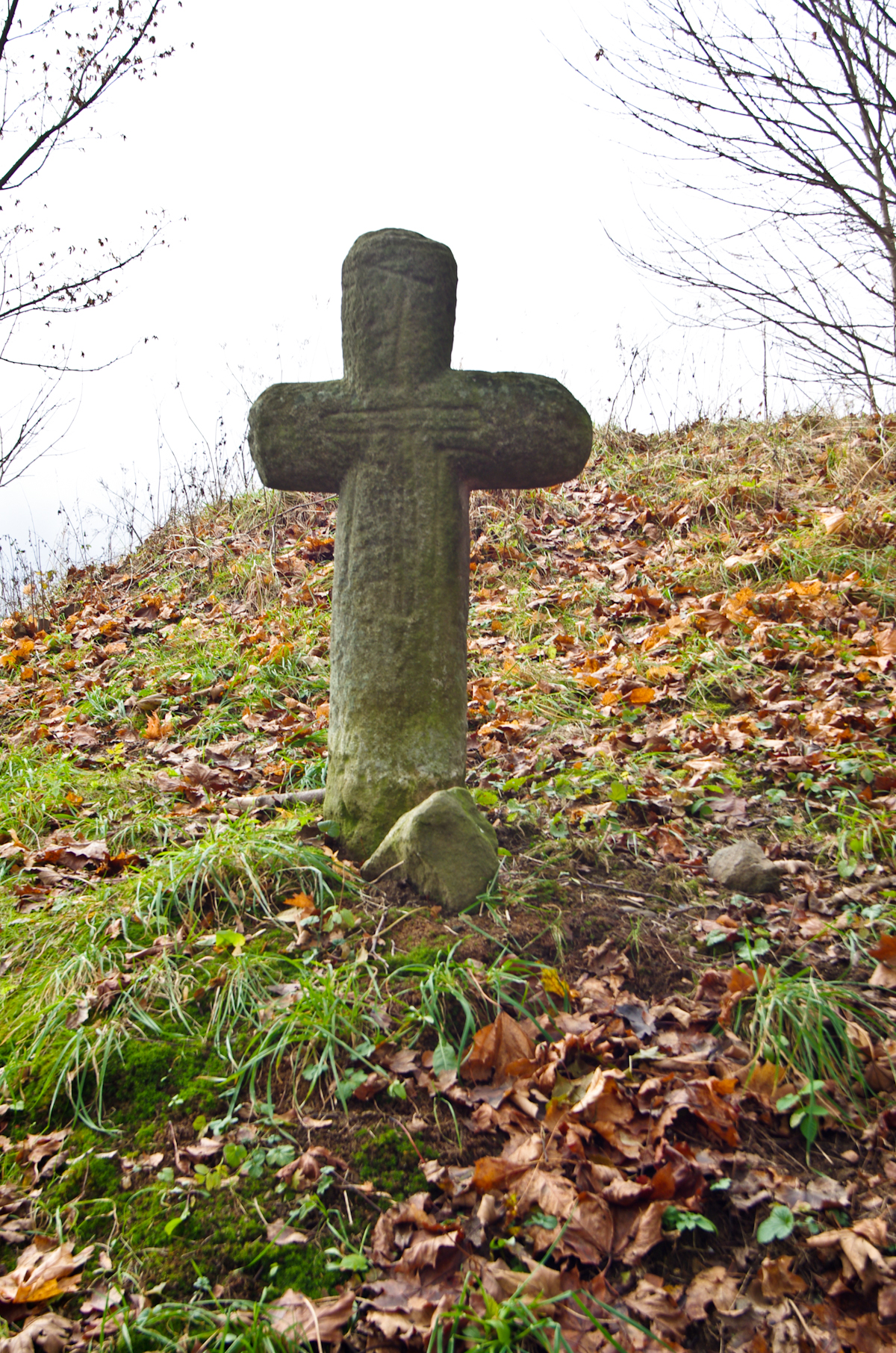
Smírčí kříž západně od kostela